# Lennart Schön
Nils Lennart Bertil Schön, född 29 juni 1946 i Jönköping, död 6 januari 2016 i Lund, var professor i ekonomisk historia vid Lunds universitet. Han har bland annat skrivit boken En modern svensk ekonomisk historia där han behandlar tillväxt och omvandling av ekonomin under de två senaste seklen i Sverige. Han invaldes 2010 som ledamot av Ingenjörsvetenskapsakademien.

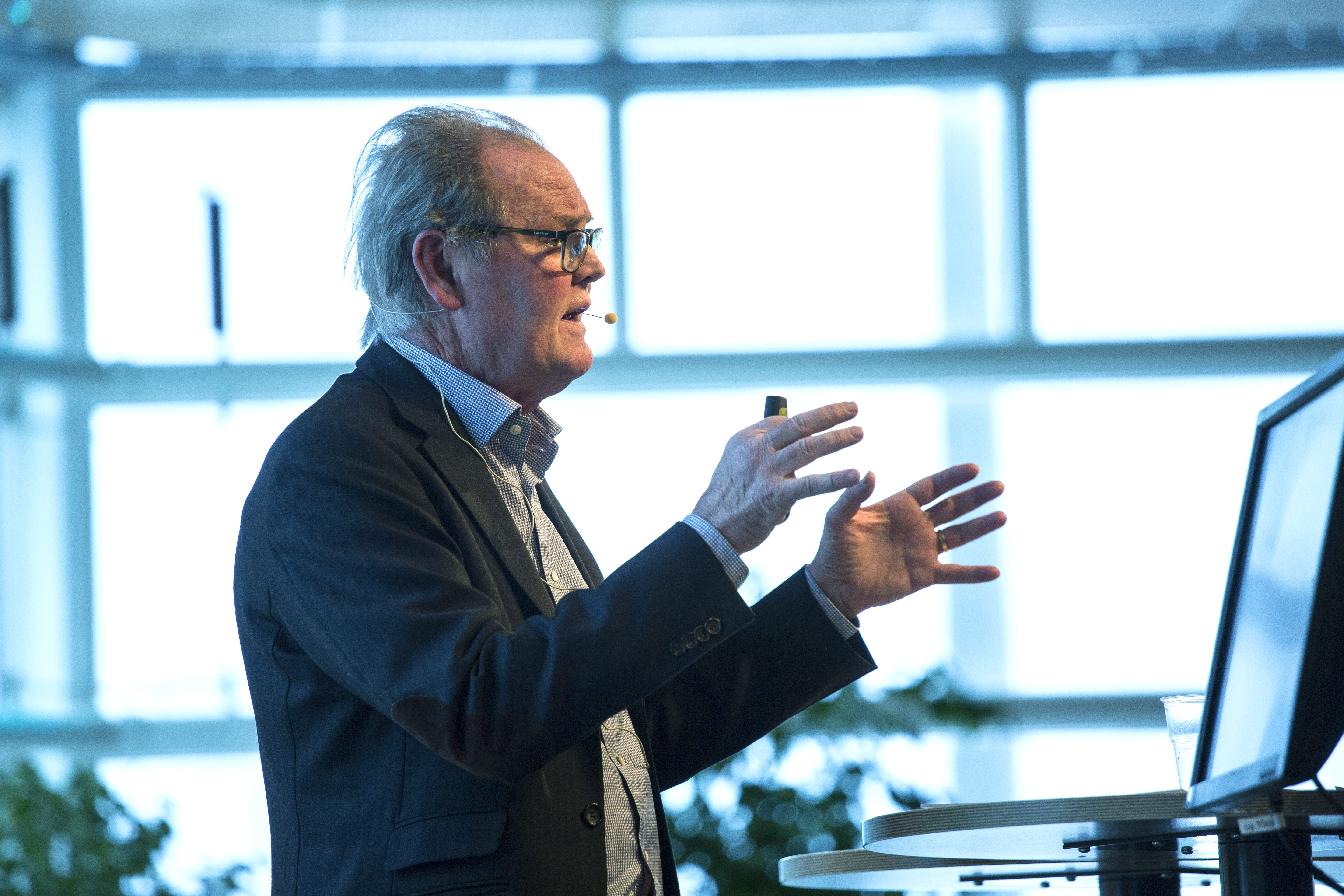

Hans bok En modern svensk ekonomisk historia: tillväxt och omvandling under två sekel som utkom första gången 2000 och därefter i flera upplagor är ett standardverk på ekonomisk-historiska utbildningar i Sverige.
Lennart Schön är begravd på Norra kyrkogården i Lund.